# Mariana Nicolesco
Mariana Nicolesco (Găujani, 28 novembre 1948 – Bucarest, 14 ottobre 2022) è stata un soprano rumeno.

## Biografia
Mariana Nicolesco studiò violino presso il Liceo di Musica di Brasov interpretando all'esame di maturità il Concerto di Max Bruch, e poi canto, per un breve periodo, al Conservatorio di Cluj-Napoca, prima di vincere una borsa di studio al Conservatorio Nazionale di Santa Cecilia di Roma, alla classe di canto di Jolanda Magnoni. Lavorò poi con Rodolfo Celletti ed Elisabeth Schwarzkopf. Si impose al Concorso Internazionale Voci Rossiniane organizzato dalla RAI a Milano. In seguito Thomas Schippers la invitò a Cincinnati, nel 1972, dove lei interpretò il ruolo di Mimì ne La Bohème di Giacomo Puccini. Nel 1978 avvenne il suo debutto al Metropolitan Opera di New York nel ruolo di Violetta ne La Traviata di Giuseppe Verdi, che poi interpretò in oltre 200 rappresentazioni in tutto il mondo.
Mariana Nicolesco fu applaudita nei più grandi teatri come il Teatro alla Scala di Milano dove debuttò in occasione della prima mondiale de La Vera Storia di Luciano Berio nel 1982, per affermarsi poi in tante nuove produzioni, recital e concerti. Sempre alla Scala di Milano, il 14 gennaio 1986 sarà l'interprete del ruolo della "Protagonista" nella prima italiana di Un re in ascolto di Berio.
Mariana Nicolesco cantò a Roma, Firenze, Parma, Torino, Venezia, Bologna, Palermo, Trieste, Monaco di Baviera, Vienna, Amburgo, Dresda, Berlino, Barcellona, Madrid, Zurigo, Parigi, Strasburgo, Monte Carlo, Chicago, San Francisco, Filadelfia, Los Angeles, Miami, Washington, Boston, New Orleans, Houston, Toronto, Pretoria, Caracas, Tokyo, Rio de Janeiro. Si esibì nelle più prestigiose sale da concerto come Carnegie Hall a New York, Royal Festival Hall a Londra, Concertgebouw ad Amsterdam, Musikverein a Vienna, Accademia di Santa Cecilia a Roma, Salle Pleyel a Parigi, oppure la Gran Sala del Conservatorio di Mosca. E apparve inoltre al Festival di Salisburgo, al Maggio Musicale Fiorentino, al Rossini Opera Festival di Pesaro, al Festival di Martina Franca, al Casals Festival di Porto Rico.
Fece parte di memorabili produzioni firmate da Luchino Visconti, Giorgio Strehler, Patrice Chéreau, Luca Ronconi, Gian Carlo Menotti, Jean-Pierre Ponnelle, Franco Zeffirelli, Pier Luigi Pizzi, Jonathan Miller, sotto la direzione di Carlo Maria Giulini, Wolfgang Sawallisch, Riccardo Muti, Seiji Ozawa, Lorin Maazel, Thomas Schippers, Peter Maag, Giuseppe Patanè, Alberto Zedda, Colin Davis, Georges Prêtre, Gennadij Rozhdestvensky.
Il repertorio di Mariana Nicolesco coprì l'arco esteso dal barocco al verismo e alla musica contemporanea, avendo soprattutto come punti di riferimento Mozart, Verdi ed il Belcanto. Brillò in ruoli come Donna Elvira nel Don Giovanni, Elettra in Idomeneo, Vitellia ne La Clemenza di Tito, Cinna in Lucio Silla, Beatrice di Tenda, Anna Bolena, Maria Stuarda, Elisabetta I nel Roberto Devereux, Maria di Rohan, Amelia nel Simon Boccanegra, Desdemona in Otello, Gilda nel Rigoletto, Violetta ne La Traviata, Leonora in Il Trovatore, Luisa in Luisa Miller, Liù in Turandot, Mimì ne La Bohème, Nedda ne I Pagliacci.
Mariana Nicolesco partecipò alla prima mondiale del capolavoro di Krzysztof Penderecki Seven Gates of Jerusalem celebrando i 3000 anni della Città Santa (1997).
Invitata da Papa Giovanni Paolo II cantò al primo Concerto di Natale in Vaticano (1993), che venne trasmesso in mondovisione.
In Romania, Mariana Nicolesco creò nel 1995 il Festival e Concorso Internazionale di Canto Hariclea Darclée con la partecipazione fino adesso di oltre 2200 giovani talenti provenienti da 47 paesi e 5 continenti. Nell'anno tra un'edizione e l'altra della Competizione offrì Master Classes agli aspiranti artisti. Ottenne per gli eventi Darclée l'Alto Patrocinio UNESCO.
Creò nel 2003 il Festival e Concorso Nazionale della Canzone Romena (Lied). In occasione dell'Anno Internazionale George Enescu (2005) promosso dall'UNESCO presentò in prima audizione mondiale, con i laureati del Concorso, l'Integrale delle Canzoni del compositore, applaudita in Romania, alla Mostra Universale di Aichi in Giappone, a Tokyo e Nagoya, e poi a Praga, Parigi, Roma e New York. L'Integrale di queste canzoni fu pubblicata in CD e DVD.
Nel 2014 fece parte della Giuria del Concorso Internazionale di Canto della Cina con 430 concorrenti da 41 paesi.
Mariana Nicolesco fu insignita dell'Ordine Nazionale Stella della Romania in Grado di Gran Croce “per meriti eccezionali quale alto apprezzamento alla carriera”.
Mariana Nicolesco fu insignita del Premio Speciale e la Medaglia Kulturpreis Europa “per i suoi successi artistici, quale mentore e formatore della giovane generazione e per l'eccezionale ruolo assunto nella relazione tra la Romania e l'Europa e tra l'Europa e la Romania”.
Insignita della Medaglia UNESCO per Meriti Artistici, Mariana Nicolesco fu designata Artista UNESCO per la Pace ed Ambasciatore Onorifico UNESCO “quale riconoscimento del suo impegno a favore dell'eredità musicale, della creazione artistica, del dialogo tra culture e del suo contributo alla promozione degli ideali dell'Organizzazione”.
Nel 2018 l'Accademia d'Arte di Chisinau le conferì il titolo di Doctor Honoris Causa. In questa occasione fu relatrice alla  conferenza sul tema “Celebriamo il Centenario della Grande Unione della Romania attraverso l'Arte Sacra del Canto”.
Sempre nel 2018 fu eletta, a Parigi, Membro dell’Académie Européenne des Sciences, des Arts et des Lettres..
Ricevette nel 2020 il Premio Constantin Brancoveanu alla carriera.. I principi fondamentali, rigorosamente osservati dalla prima edizione nel 1995, e fino ad oggi, rendono il Concorso Internazionale di Canto Hariclea Darclée "uno dei più importanti del mondo" secondo quanto pubblicato nel prestigioso quotidiano italiano Corriere della Sera, nell'articolo dedicato agli eventi relativi ad Hariclea Darclée, la prima interprete di Tosca, intitolato "Constantin Brancusi, George Enescu, Mariana Nicolesco: Il Culto di un Paese per le sue Glorie".

## Repertorio
- Giacomo Puccini
  - Turandot (Liù)
  - La Bohème (Mimì)
  - La Rondine (Lisette)

- Giuseppe Verdi
  - La Traviata (Violetta)
  - Rigoletto (Gilda)
  - Luisa Miller (Luisa)
  - Il Trovatore (Leonora)
  - Otello (Desdemona)
  - Simon Boccanegra (Amelia)
  - Don Carlo (Tebaldo)
  - Messa da Requiem

- Johann Sebastian Bach
  - Messa in si minore

- Georg Friedrich Händel
  - Il pianto di Maria (cantata)

- Giovanni Battista Pergolesi
  - Stabat Mater in la minore
  - Stabat Mater in do minore

- Christoph Willibald Gluck
  - Iphigénie en Tauride (Iphigénie)

- Wolfgang Amadeus Mozart
  - Don Giovanni (Donna Elvira)
  - Lucio Silla (Cinna)
  - La Clemenza di Tito (Vitellia)
  - Idomeneo (Elettra)
  - Le Nozze di Figaro (Marcellina)
  - Requiem

- Ludwig van Beethoven
  - Fidelio (Marzelline)
  - Ah perfido op.65 (aria da concerto)

- Gioachino Rossini
  - Atelier Nadar - Péchés de vieillesse (La Diva)
  - Stabat Mater

- Giacomo Meyerbeer
  - Gli Amori di Teolinda (cantata)

- Vincenzo Bellini
  - Beatrice di Tenda (Beatrice)

- Gaetano Donizetti
  - Maria di Rohan (Maria)
  - Roberto Devereux (Regina Elisabetta I)
  - Anna Bolena (Anna)
  - Maria Stuarda (Maria)

- Charles Gounod
  - Faust (Marguérite)

- Pëtr Il'ič Čajkovskij
  - Evgheni Onegin (Tatiana)

- Antonín Dvořák
  - Dimitrij (Zarina Marina)

- Ruggero Leoncavallo
  - I Pagliacci (Nedda)

- Luciano Berio
  - La vera storia (Prima mondiale al Teatro alla Scala di Milano, 1982)
  - Un re in ascolto (Protagonista della prima italiana, (La Scala), 1986)

- Niccolò Jommelli
  - Fetonte (Regina Climene)

- Luigi Rossi
  - L'Orfeo (Euridice)

- Aleksandr Dargomyžskij
  - Kameni Gost (Donna Anna)

- Aleksandr Borodin
  - Kniaz Igor (Yaroslavna)

- Maurice Ravel
  - Alcyone (cantata)
  - Alyssa (cantata)
  - Myrrha (cantata)

- Krzysztof Penderecki
  - Requiem Polacco
  - Seven Gates of Jerusalem

## Discografia
Soprano drammatico d'agilità, Mariana Nicolesco è una forte personalità artistica dalla voce ricca ed intensa, che la rendono adatta anche a ruoli di soprano di coloratura. Tra le sue registrazioni audio e video:
- Vincenzo Bellini Beatrice di Tenda – Rizzoli Records 1987, Sony 1995, 2009
- Gaetano Donizetti Maria di Rohan – Nuova Era 1988, 1991
- Wolfgang Amadeus Mozart Le Nozze di Figaro – EMI 1987
- Giuseppe Verdi La Traviata – LIVING STAGE Historical Performances 2004
- Giuseppe Verdi Simon Boccanegra – Capriccio 1990, 2005
- Giacomo Puccini La Rondine – CBS Record 1983
- Mariana Nicolesco und Münchner Klaviertrio – BMG 1997
- I tre CD (TVR & FIAR 2002) et tre DVD (FIAR & Atlantic Media 2007) Mariana Nicolesco from the world stage to Romania sono stati pubblicati con grande successo di pubblico e di critica
- Giacomo Meyerbeer Cantata Gli amori di Teolinda – Pro Arte 1981
- Maurice Ravel Le Cantate Alyssa ed Alcyone – Rizzoli Records 1987
- Vatican Christmas – Sony 1994, Natale in Vaticano Video RAI 1994
- Luciano Berio La Vera Storia, Teatro alla Scala, Milano – Scala 1982 RAI
- Krzysztof Penderecki Seven Gates of Jerusalem – 3SAT 1997, Requiem Polacco – 3SAT 1988

## Riconoscimenti ed onorificenze
- Ordine Nazionale Stella della Romania in Grado di Gran Croce, quale più alta onorificenza romena (2008).

- Dottorato in Musica-Arte Lirica con una Tesi sul Belcanto (2000)[13]
- Membro d'Onore dell'Accademia Romena (1993)
- Doctor Honoris Causa dell'Accademia di Musica Gheorghe Dima di Cluj-Napoca (1996)
- Professore Honoris Causa dell'Università Babes-Bolyai di Cluj-Napoca (2005)
- Doctor Honoris Causa (1999) e Professore Onorifico (2002) dell'Università Transilvania di Brașov
- Membro del Consiglio Onorifico della Fondazione Internazionale Yehudi Menuhin (2003)
- Cittadino d'Onore di Bucarest (1991), Cluj (1994), Brăila (1995), Brașov (1999)
- Musicista dell'Anno a Berlino (2003)
- Eletta Prima Donna di Successo in Romania (2004)
- Presidente della Fondazione Internazionale dell'Ateneo Romeno (1991)
- Presidente della Fondazione Darclée (1995)
- Ufficiale dell'Ordine des Arts et des Lettres in Francia (2000)
- La Medaglia di Sicilia in occasione dell'ingresso della Romania nell'Unione Europea (2007)
- Il Premio Speciale e la Medaglia Kulturpreis Europa (2007)
- Medaglia UNESCO per Meriti Artistici (1992)
- Artista UNESCO per la Pace (2005)
- Ambasciatore Onorifico UNESCO (2013)
- Membro Onorario dell'Accademia Internazionale Mihai Eminescu (2017)
- Il Diploma d’Onore e la Medaglia Il Centenario della Grande Unione, (2018)
- Il Diploma d’Onore e la Medaglia 650 anni d'attestazione documentaria della città di Braila, (2018)
- Doctor Honoris Causa dell'Accademia d'Arte di Chisinau (2018)[14]
- Membro dell’Académie Européenne des Sciences, des Arts et des Lettres di Parigi (2018)
- Il Premio Constantin Brancoveanu alla carriera (2020)